# Altena (Automarke)

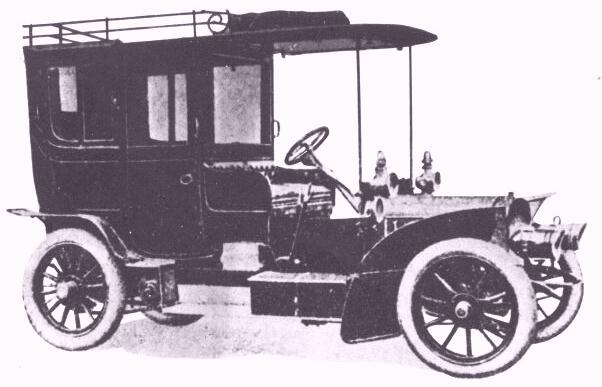
Altena von 1905

Altena war eine niederländische Auto- und Motorradmarke.

## Unternehmensgeschichte
Das Unternehmen NV Haarlemsche Automobiel & Motorijwielfabrik aus Heemstede begann 1903 mit der Produktion von Automobilen und Motorrädern. 1906 wurde die Produktion eingestellt.

## Fahrzeuge
Das erste Automodell war der 3 ½ HK mit einem Einzylindermotor. Kurz darauf ergänzten die Zweizylindermodelle 8 HK, 10 HK, 12 HK und das Vierzylindermodell 20 HK das Angebot. Die Fahrzeuge verfügten über eine Motorhaube im Stil von De Dion-Bouton.